# Richard Coke
Richard Coke (Williamsburg, 1829. március 13. – Waco, 1897. május 14.) az Amerikai Egyesült Államok szenátora (Texas, 1877–1895).